# Henry Cárdenas
Henry Cárdenas Orduz (Sogamoso, Boyacá, 30 de octubre de 1965) es un ciclista de ruta colombiano que compitió en los años 1980 y 1990.
En 1985 siendo ciclista aficionado, se mostró ganando una etapa en la Vuelta a Colombia. Al año siguiente se convirtió en profesional al enrolarse en las filas del equipo ciclista más importante de su momento en Colombia, Café de Colombia, junto a Luis Herrera y Fabio Parra.   
Participó en la Vuelta a España 1987, en la cual obtuvo un notable 9º lugar; posteriormente se presentó como líder de su equipo en la Dauphiné Libéré 1987. En el último fin de semana disputó la general con Charly Mottet, en las etapas de los Alpes. Ganó la etapa de montaña en Valfréjus y al día siguiente realizó una escapada que no tuvo éxito tratando de acortar la distancia de Mottet. Al final obtuvo el segundo lugar en la competencia y el primer lugar en la clasificación de la montaña, siendo el mejor resultado obtenido en el circuito Europeo. Al final de la temporada, también ganó la clasificación de mejor escalador en el Tour de l'Avenir en el cual finalizó en la 11º posición.
En 1992, se incorporó al equipo Carrera, para servir de coequipero al italiano Claudio Chiappucci en las etapas de montaña; tarea que desempeñó previamente con Luis Herrera hasta su retiro. 
Después de un comienzo prometedor, no pudo cumplir por completo con las expectativas depositadas en él. Sin embargo, en 1995, al final de su carrera realizó una excelente temporada con una victoria en el Grand Prix Pony Malta y la segunda posición en el Clásico RCN.

## Palmarés
- Dauphiné Libéré[5]
  - 1 subida al podio (2º en 1987)** 1 victoria de etapa en 1987.
- Tour des Amériques
  - 1 victoria de etapa en 1988.[6]
- Vuelta a Colombia
  - 1 victoria de etapa en 1985.[2]
- Clásico RCN
  - 1 subida al podio (2º en 1995).[7]
  - 3 victoria de etapa en 1988,[8] en 1995 y en 1996.[9]
- GP Pony Malta
  - 1º en la clasificación general en 1995.[10]
  - 1 victoria de etapa en 1995.[10]
- Triple Sanyo Contrarreloj
  - 1º en la clasificación general en 1991.[11]
  - 1 victoria de etapa en 1991.[11]
- Campeonato de Colombia de Ciclismo en Ruta
  - 2º  en 1989.

## Resultados en lasgrandes vueltas
| Carrera         | 1987 | 1988 | 1989 | 1990 | 1991 | 1992 | 1993 | 1994 | 1995 | 1996 |
| Tour de Francia | -    | Ab.  | Ab.  | -    | 43°  | -    | -    | -    | -    | -    |
| Giro de Italia  | -    | -    | 44°  | -    | -    | 41°  | -    | -    | -    | Ab.  |
| Vuelta a España | 9°   | Ab.  | -    | 32°  | 26°  | Ab.  | -    | -    | -    | -    |

## Resultados en campeonatos

### Campeonato Mundial de Ciclismo en Ruta

#### Carrera en ruta
4 participaciones.
- 1987: abandono.
- 1988: abandono.
- 1994: abandono.
- 1995: abandono.

## Equipos
- Aficionado:[13]
  - 1985:  Cafam
- Profesional:[13]
  - 1986:  Café de Colombia - Pilas Varta
  - 1987:  Pilas Varta - Café de Colombia
  - 1988:  Café de Colombia
  - 1989:  Café de Colombia - Mavic
  - 1990:  Café de Colombia
  - 1991:  Ryalcao - Postobón Manzana
  - 1992:  Postobón Manzana - Ryalcao  Carrera - Vagabond - Tassoni
  - 1993:  No compitió
  - 1994:  Gaseosas Glacial
  - 1995:  Gaseosas Glacial
  - 1996:  Selle Italia - Gaseosas Glacial - Magniflex
  - 1997:  Gaseosas Glacial - Caprecom